# Reizei

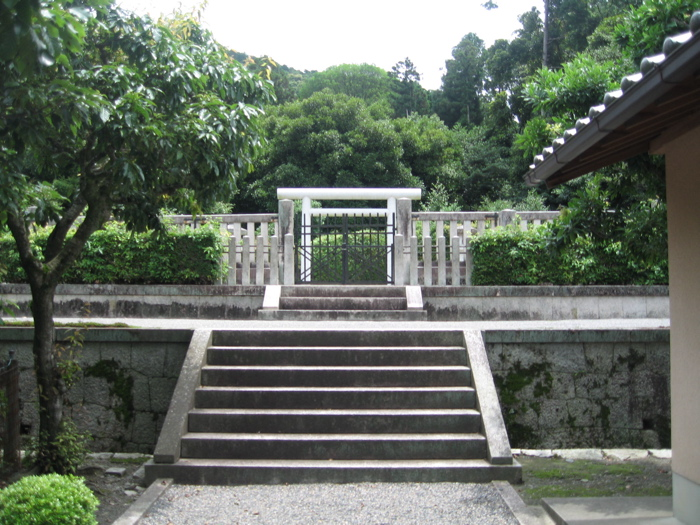
Das Grabmal von Kaiser Reizei (冷泉天皇) in Kyoto

Reizei (jap. 冷泉天皇, Reizei-tennō; * 12. Juni 950; † 21. November 1011) war von 967 bis 969 der 63. Tennō von Japan. Er war ein Sohn des Murakami-tennō, seine Mutter stammte vom Fujiwara-Klan ab.
Da er eine psychische Krankheit hatte, wollte sein Vater nicht, dass er Kronprinz wird. Auf Grund des aus dem Haus seiner Mutter (Fujiwara) auf den Tennō ausgeübten politischen Drucks kam er dennoch ins Amt. Die politische Macht lag beim Regenten (Kampaku) Fujiwara no Saneyori (900–970).
Reizei war der Vater des am 26. Oktober 968 geborenen späteren Kazan-tennō und des am 5. Februar 976 geborenen späteren Sanjō-tennō. .
Er verzichtete vorzeitig zunächst zu Gunsten seines Bruders auf den Thron.